# WunschBox
WunschBox war eine Sendung, die zwischen 14:03 Uhr und 15:00 Uhr im Ersten ausgestrahlt wurde.
Die Aufzeichnung fand im Europa-Park in Rust oder im SWR-Studio in Baden-Baden statt. Der Modus der Sendung wurde mehrmals geändert. Gemeinsam war, dass in mehreren Runden jeweils 5 Songs vorgestellt wurden, das Publikum darüber abstimmte und das Musikvideos des Liedes jeweils gespielt wurde. Auch einige Schlagersänger waren zu Gast.
Als Ende August 2001 Stasivorwürfe gegen den Moderator Ingo Dubinski öffentlich wurden, wurde die Ausstrahlung der WunschBox ausgesetzt und Ein Schloß am Wörthersee übernahm den Sendeplatz. Nach zwei Monaten übernahm die WunschBox wieder ihren bisherigen Sendeplatz.